# Czarny blues
Czarny blues (Mo' Better Blues) – amerykański film dramatyczny z 1990 roku w reżyserii Spike’a Lee. Napisał także scenariusz i był odtwórcą jednej z ról. Główną rolę zagrał Denzel Washington, który wcielił się w postać muzyka jazzowego Bleeka Gilliama. Film dedykowany został aktorowi Robinowi Harrisowi, który zmarł niedługo po zakończeniu produkcji. Mo' Better Blues to hołd złożony kulturze afroamerykańskiej, o której rzadko mówi się w kinematografii. Do tej produkcji została wydana ścieżka dźwiękowa.

## Fabuła
Reżyser przedstawił historię muzyka jazzowego Bleeka Gilliama (Denzel Washington), który gra w swoim zespole na trąbce. Jest bardzo wymagającą osobą. Dzieciństwo i dalsze życie poświęcił muzyce. Pragnie osiągnąć sukces. Jest tak zapatrzony w swoją muzykę, że stawia ją na pierwszym miejscu ponad wszystko, nawet miłość.

## Obsada
- Denzel Washington jako Bleek Gilliam
- Spike Lee jako Giant
- Wesley Snipes jako Shadow Henderson
- Joie Lee jako Indigo Downes
- Cynda Williams jako Clarke Bentancourt
- Giancarlo Esposito jako leworęki Lacey
- Bill Nunn jako Dolna Hammer
- Jeff „Tain” Watts jako Rhythm Jones
- Dick Anthony Williams jako Big Przystanek Williams
- John Turturro jako Moe Flatbush
- Nicholas Turturro jako Josh Flatbush
- Robin Harris jako Butterbean Jones
- Samuel L. Jackson jako Madlock
- Leonard L. Thomas jako Rod
- Charlie Murphy jako Eggy
- Ostronos Mundi jako Roberto